# Xu Lili
Xu Lili (chiń. 徐丽丽; pinyin Xú Lìlì; ur. 18 lutego 1988 w Binzhou) – chińska judoczka, wicemistrzyni olimpijska, mistrzyni Azji.
Srebrna medalistka igrzysk olimpijskich w Londynie, mistrzyni Azji 2011 w kategorii wagowej do 63 kg.